# Global Fussball OK
Global Fussball OK är en fotbollslåt i "humorstil" som gjordes av den svenska synthpopgruppen Tyskarna från Lund som inofficiell kampsång åt Sveriges herrlandslag i fotboll vid Världsmästerskapet i fotboll 2002 i Japan och Sydkorea. Låten återfinns på gruppens album Metamorphobia från 2003. Texten är skriven på en kombination av tre språk, tyska, engelska och svenska. Till låten gjordes en Kraftwerk-inspirerad musikvideo. I videon medverkade bland andra Ronnie Hellström, Timbuktu och Daddy Boastin i rollen som fotbollsdomare. Inför VM 2006, som avgjordes i Tyskland, gjorde Tyskarna från Lund en ny version av låten, som fått namnet Global Fussball 06. Gruppen gjorde samma sak inför VM 2018 i Ryssland, då släppte man en ny version av låten som fick namnet Global Fussball Xopowo.
Textmässigt är låten en slags blandning av tyska, svenska och engelska. Där en del tyska ord och engelska ord försvenskas och vice versa.
På försäljningslistan för singlar i Sverige placerade den sig som högst på 32:a plats.